# Luwo
Luwo (kinesiska: 鹿窝, 鹿窝乡) är en socken i Kina. Den ligger i provinsen Guizhou, i den sydvästra delen av landet, omkring 58 kilometer norr om provinshuvudstaden Guiyang. Antalet invånare är 11133. Befolkningen består av 5 204 kvinnor och 5 929 män. Barn under 15 år utgör 21,0 %, vuxna 15-64 år 66 %, och äldre över 65 år 11,0 %.